# Le Saint
Le Saint település Franciaországban, Morbihan megyében. Lakosainak száma 611 fő (2022. január 1.). Le Saint Gourin, Langonnet, Le Faouët és Guiscriff községekkel határos.

## Népesség
A település népességének változása:
| Lakosok száma | 1208 | 881  | 761  | 663  | 616  | 599  | 587  | 579  | 590  | 611  |
|               | 1968 | 1982 | 1990 | 2006 | 2013 | 2015 | 2017 | 2019 | 2020 | 2022 |